# Чёч-Дёбё (Ошская область)
Чёч-Дёбё (кирг. Чеч-Дөбө) — село в Ноокатском районе Ошской области Кыргызстана. Входит в состав Исановского айылного аймака.

## География
Село расположено в западной части области, к востоку от реки Косчан, на расстоянии приблизительно 14 километров (по прямой) к востоку от города Ноокат, административного центра района. Абсолютная высота — 1471 метр над уровнем моря.

## Население
Согласно оценочным данным Национального статистического комитета Кыргызской Республики, численность населения села на начало 2023 года составляла 3577 человек.
| год     | 2009 | 2014 | 2015 | 2020 | 2021 | 2023 |
| ------- | ---- | ---- | ---- | ---- | ---- | ---- |
| человек | 2907 | 3337 | 3301 | 3558 | 3567 | 3577 |